# Črnkovci
Črnkovci är en ort i Kroatien.   Den ligger i länet Baranja, i den östra delen av landet, 180 km öster om huvudstaden Zagreb. Črnkovci ligger 91 meter över havet och antalet invånare är 893.
Terrängen runt Črnkovci är mycket platt. Runt Črnkovci är det ganska tätbefolkat, med 67 invånare per kvadratkilometer. Närmaste större samhälle är Belišće, 9,1 km öster om Črnkovci. Trakten runt Črnkovci består till största delen av jordbruksmark.